# NGC 7217
NGC 7217是飞马座的無棒螺旋星系。

## 特征
NGC 7217是氣體貧乏的星系，其主要特徵是其核心周圍存在多個同心的恆星環。其中有三個主要環——最外側的環最為顯著，且包含了該星系大部分的氣體與恆星形成區域。此外，在最內側環內還發現了數個較小的環，這些環是透過哈伯望遠鏡才得以觀測到，這顯示 NGC 7217 的中心區域曾經歷過多次恆星爆發。此外，該星系還擁有一個延伸至星系盤外的大型質量核球。
NGC 7217另一個顯著特徵是，部分恆星的旋轉方向與大多數恆星的運動方向相反。此外，它還擁有兩種不同的星族：在最內部區域主要是中等年齡的恆星，而在最外圍區域則是年輕且金屬量較低的恆星。
有研究認為，這些特徵可能是因NGC 7217曾與另一個星系合併所造成的。電腦模擬顯示，NGC 7217可能曾經是一個大型透鏡狀星系，與一或兩個較小的富含氣體、屬於哈勃後期型的星系合併後，演化成了我們今天所見的螺旋星系。然而，目前該星系在宇宙中是孤立的，周圍沒有任何重要的伴星系。較新的研究則提出了另一種可能的情境，認為NGC 7217的巨大核球和暈是在合併過程中形成的，而其盤狀結構則是在之後逐漸累積而成，可能是從星系際介質、小型富氣體星系，或最有可能來自先前存在的氣體儲備中獲得物質，並仍在持續增長中。

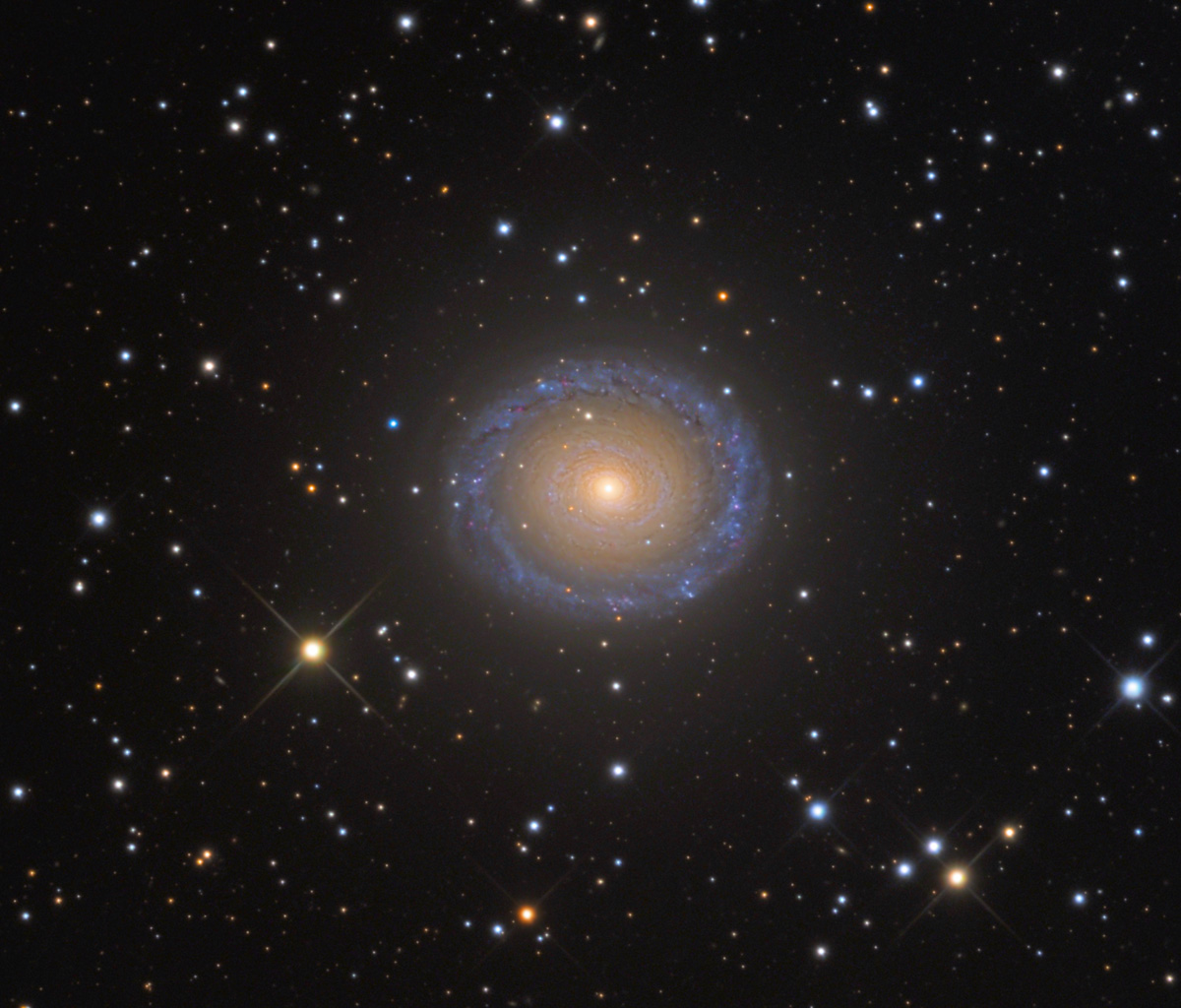
NGC 7217

## 另見
- 螺旋星系NGC 1512
- NGC 7742 ，同一星座中非常相似的星系

## 外部連結
| 天文學目錄 | 天文學目錄 | 天文學目錄 |
| ---------- | ---------- | ---------- |